# Tetragnatha exilima
Tetragnatha exilima là một loài nhện trong họ Tetragnathidae.
Loài này thuộc chi Tetragnatha. Tetragnatha exilima được Cândido Firmino de Mello-Leitão miêu tả năm 1943.